# Awarua Plains

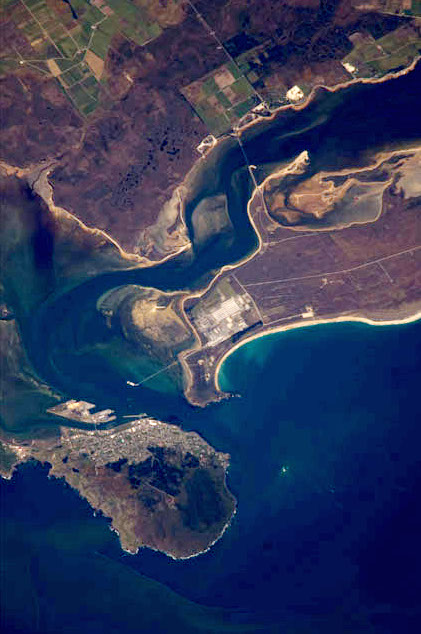
Im oberen Bilddrittel ist ein Teil der Awarua Plains aus Sicht eines Satelliten zu sehen.

Die Awarua Plains ist ein großes Feuchtgebiet am südlichen Ende der Südinsel von Neuseeland.

## Geographie
Die Ebene des Feuchtgebietes befindet sich zwischen Invercargill in Norden und Nordwesten, Bluff im Süden und Südwesten, des Toetoes Harbour im Osten und dem Bluff Harbour, der Awarua Bay, der Waituna Lagoon sowie der Toetoes Bay mit der Foveaux Strait im Süden. Damit erstreckt sich das Gebiet über eine Länge von rund 33 km in Ost-West-Richtung und an der breitesten Stelle rund 14 km in Nord-Süd-Richtung.
Ursprünglich bestand das Feuchtgebiet aus einem 400 km² großen Moor, doch ein Teil der Ebene wurde für landwirtschaftliche Zwecke urbar gemacht und durch Straßen zerschnitten. Der damals größte zusammenhängende Teil hat eine Größe von rund 52 km² und fand sich im Jahr 1974 im Besitz der Krone, also im Staatsbesitz.
Heute wird das Gebiet der Awarua Plains, das sich auf einer Höhe zwischen 0 m und 15 m bewegt, auf eine Größe von ca. 200 km² taxiert.

## Geschichte
1878 begannen Siedler das damals noch Seaward Moss genannte Sumpf- und Moorgebiet zu entwässern. Da sie aber durch den Namensbestandteil „Moss“ die Attraktivität einer weiteren Besiedlung des Gebiets beeinträchtigt sahen, beantragten sie im Jahr 1904 zusammen mit dem damaligen Bürgermeister von Invercargill, William Scandrett und dem Abgeordneten für Awarua, Sir Joseph Ward, das Gebiet umzubenennen. Der damalige Generalvermesser, J. W. A. Marchant und der Grafschaftsrat hatten keine Einwände und so wurde das Gebiet, abgeleitet von dem Ort Awarua und dem Namen der Awarua Bay schließlich Awarua Plains genannt. Aus wissenschaftlicher Sicht wurde es aber als Moor oder Feuchtgebiet beschrieben.

## Funksender und Weltraumbeobachtungsstationen
Die Awarua Plain ist wegen des niedrigen Horizonts und hoher Bodenleitfähigkeit gut für Funksender geeignet, darunter sind:
- das Unwin Radar der La Trobe University mit 20 Antennen, das im Jahr 2004 in Betrieb genommen[6], aber nach einem Ausfall im Jahr 2020 nicht mehr weiter betrieben wurde. Die Anlage soll abgebaut werden, doch es gibt einen Antrag, die Radaranlage in ein Museum zu überführen.[7] Die noch bestehende Anlage befindet sich rund 8,7 km südsüdsüdöstlich vom Stadtzentrum der Stadt Invercargill entfernt.[1][2]

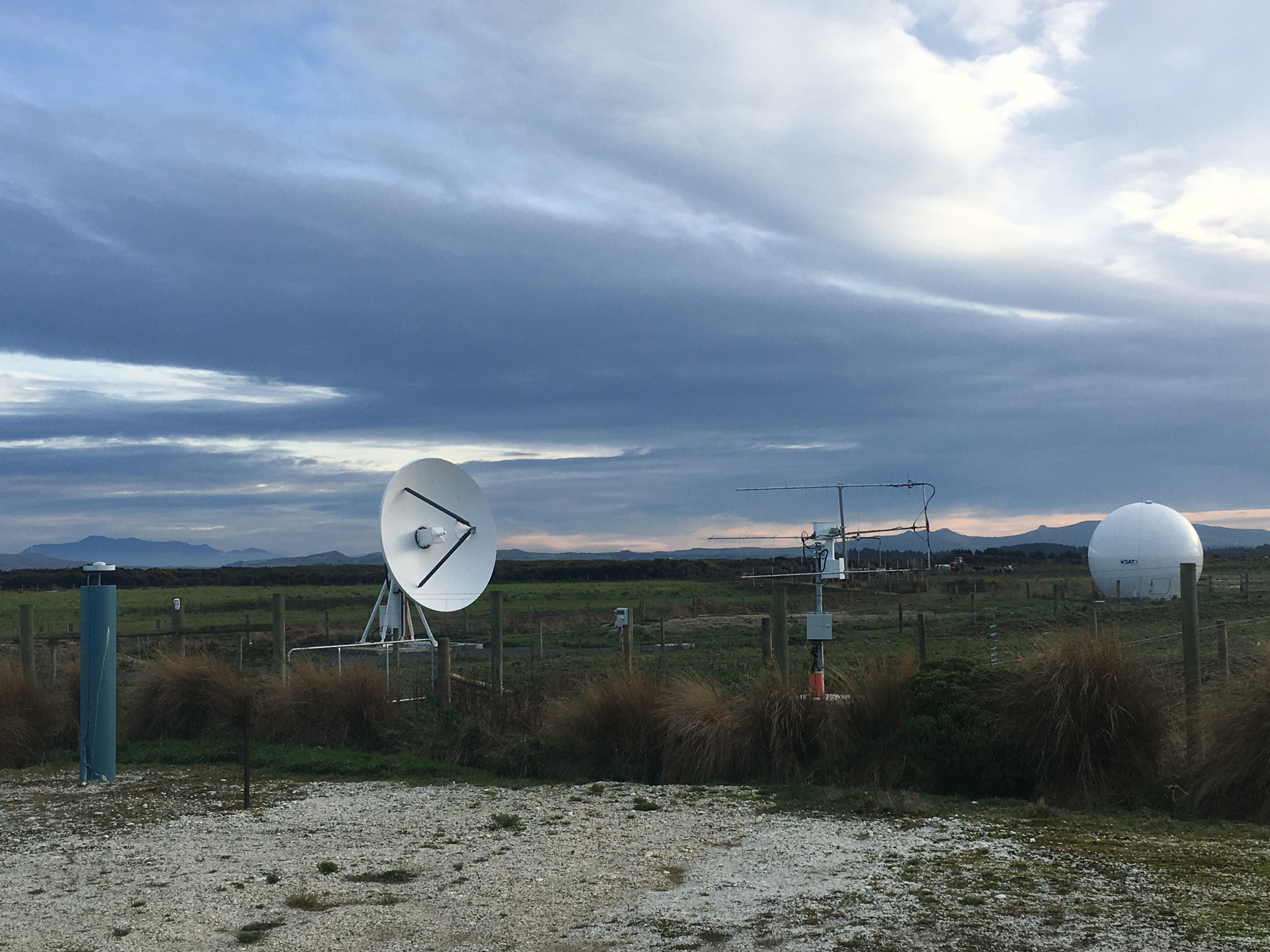
Einige Antennen der Awarua Satellite Ground Station

- die Awarua Satellite Ground Station wurde ursprünglich mit Unterstützung der European Space Agency unter dem Namen Awarua Tracking Station im Jahr 2008 in Betrieb genommen und wird heute von Space Operations New Zealand unter dem Namen SpaceOps New Zealand betrieben. Die Anlage befindet sich rund 11 km südsüdsüdöstlich vom Stadtzentrum der Stadt Invercargill entfernt und bietet mit weniger als 2,5 Grad Höhenwinkel in alle Richtungen ideale Bedingungen für Kommunikation und Beobachtungen in den Weltraum.[8]
- Awarua Radio Station, eine historische Telegraphenstation des New Zealand Post Office für den Schiffsfunk. Die Anlage wurde am 18. Dezember 1913 in Betrieb genommen und versah ihren Dienst bis zur Stilllegung am 30. August 1991.[9]